# Cử tạ tại Đại hội Thể thao Bán đảo Đông Nam Á 1965
Môn Cử tạ tại Đại hội Thể thao Bán đảo Đông Nam Á năm 1965 được tổ chức từ ngày 15 đến ngày 17 tháng 12 tại Chinese Assembly Hall, Kuala Lumpur, Malaysia. Chỉ có 8 hạng cân thi đấu dành cho nam được tranh tài tại kì đại hội này. Myanmar là đoàn thể thao thống trị tại môn cử tạ khi dành đến 5 huy chương vàng.

## Tóm tắt kết quả

### Nam
| Flyweight          | Chaiya Sukchinda | Chit Tin       | Chua Weng Woo      |  |  |  |
|                    |                  |                |                    |  |  |  |
| Bantamweight       | Thein Kwye       | Tang Chye Hong | M. Kruanakpurn     |  |  |  |
|                    |                  |                |                    |  |  |  |
| Featherweight      | Chit Mya         | Sanun Tiamsert | Lee Pang Ling      |  |  |  |
|                    |                  |                |                    |  |  |  |
| Lightweight        | Tan Howe Liang   | Htain Min      | Niras Haroon       |  |  |  |
|                    |                  |                |                    |  |  |  |
| Middleweight       | Pe Aye           | Boo Kim Siang  | Cheah Tong Kim     |  |  |  |
|                    |                  |                |                    |  |  |  |
| Light Middleweight | Yap Meeng Soon   | Kyaw Naing     | Yeo Gim Chiang     |  |  |  |
|                    |                  |                |                    |  |  |  |
| Light-heavyweight  | Mya Thein        | Teo Tong Ann   | V. Ratansuksophana |  |  |  |
|                    |                  |                |                    |  |  |  |
| Heavyweight        | Ba Thein         | Harbans Singh  |                    |  |  |  |

## Bảng tổng sắp huy chương
| Hạng               | Đoàn               | Vàng | Bạc | Đồng | Tổng số |
| ------------------ | ------------------ | ---- | --- | ---- | ------- |
| 1                  | Myanmar (MYA)      | 5    | 3   | 0    | 8       |
| 2                  | Malaysia (MAS)     | 1    | 2   | 3    | 6       |
| 3                  | Singapore (SIN)    | 1    | 2   | 1    | 4       |
| 4                  | Thái Lan (THA)     | 1    | 1   | 3    | 5       |
| Tổng số (4 đơn vị) | Tổng số (4 đơn vị) | 8    | 8   | 7    | 23      |